# Brad Pitt
William Bradley Pitt, mais conhecido como Brad Pitt (Shawnee, 18 de dezembro de 1963), é um ator e produtor norte-americano. É vencedor de diversos prêmios entre os quais dois Oscars, dois Globos de Ouro, dois Screen Actors Guild e um BAFTA por atuação, e um Oscar, um BAFTA e um Emmy como produtor; é citado um dos mais bem pagos atores de Hollywood.
Pitt começou sua carreira de ator aparecendo em algumas séries de televisão como Dallas (1987). Posteriormente, ganhou reconhecimento como o cowboy J.D no filme Thelma and Louise (1991). Seus primeiros papéis principais em produções de grande orçamento foram em A River Runs Through It (1992), Interview with the Vampire: The Vampire Chronicles e Legends of the Fall (ambos de 1994), pelo qual recebeu sua primeira indicação ao Globo de Ouro. Em 1995, recebeu aclamação da crítica por suas atuações no suspense Seven e na ficção científica Twelve Monkeys, pelo qual ganhou o Globo de Ouro na categoria de Melhor Ator Coadjuvante e foi indicado Oscar na mesma categoria.
Posteriormente, Pitt estrelou Fight Club (1999), Ocean's Eleven (2001) e suas sequências, Ocean's Twelve (2004) e Ocean's Thirteen (2007). Seus maiores sucessos comerciais foram Troy (2004), Mr. & Mrs. Smith (2005) e World War Z (2013). O ator recebeu sua segunda nomeação ao Oscar, só que desta vez na categoria de Melhor Ator Principal, por seu papel no filme The Curious Case of Benjamin Button (2008) e sua terceira indicação na mesma categoria em Moneyball (2011). Ele produziu The Departed (2006), 12 Years a Slave (2013) — ambos ganharam o Oscar de Melhor Filme —, The Tree of Life (2011), Moneyball e The Big Short (2015), os quais foram nomeados para mesma categoria. Em 2019, recebeu elogios por parte da crítica especializada por seu papel como Cliff Booth no filme Once Upon a Time in Hollywood, que lhe garantiu seu segundo Globo de Ouro de Melhor Ator Coadjuvante, o BAFTA, Critics' Choice, Screen Actors Guild e sua quarta indicação e primeira vitória no Oscar por atuação.
Como uma figura pública, Pitt é citado como uma das pessoas mais influentes e poderosas na indústria de entretenimento norte-americana, bem como o homem mais atraente do mundo por vários meios de comunicação. Sua vida pessoal é objeto de ampla publicidade. Divorciado da atriz Jennifer Aniston, ele separou-se de sua segunda esposa, Angelina Jolie, em setembro de 2016, declarando diferenças irreconciliáveis. Eles tiveram seis filhos juntos, três dos quais foram adotados.

## Início de vida
William Bradley Pitt nasceu em Shawnee, Oklahoma. É filho de William Alvin Pitt, ex-presidente de uma empresa de transporte rodoviário, e Jane Etta (sobrenome de solteira Hillhouse), secretária de uma escola. Poucos anos após seu nascimento, Pitt, seus pais e seus irmãos mais novos, Douglas Pitt (nascido em 1966) e Julie Neal (nascida em 1969), mudaram-se para Springfield, Missouri. O ator é descendente de ingleses, cherokees, seminoles, escoceses, galeses, norte-irlandeses, irlandeses e alemães. Nascido em uma família conservadora, foi criado na Convenção Batista do Sul, mas já afirmou que "não tem um ótimo relacionamento com a religião" e que "está entre o agnosticismo e o ateísmo". Pitt descreveu Springfield como "[um] país de Mark Twain e de Jesse James", tendo crescido com "muitas colinas e lagos em volta".
Pitt frequentou o Colégio Kickapoo, onde foi membro das equipes de golfe, natação e tênis. Também participou dos clubes dos oradores, dos de debates escolares e dos musicais. Após sua formatura no ensino médio, inscreveu-se na Universidade do Missouri em 1982, com especialização em jornalismo e publicidade, na qual foi membro da fraternidade Sigma Chi, participado em muitos eventos da organização. Ao passo que a formatura se aproximava, Pitt não se sentia pronto para seguir a profissão. Ele amava filmes — e considerou-os "um portal para mundos diferentes" —, mas como essas produções não eram feitas em Missouri, decidiu ir para onde elas eram feitas. Duas semanas antes de receber seu diploma, ele saiu da universidade e mudou-se para Los Angeles, onde teve aulas de teatro e trabalhou em diferentes lugares.

## Carreira

### 1987–1993: Primeiros trabalhos
Enquanto lutava para estabelecer-se em Los Angeles, Pitt teve aulas particular de teatro com o professor britânico Roy London, e teve vários biscates, trabalhando por um tempo como motorista e depois de "vestir-se de mascote" para a rede de restaurante "El Pollo Loco" para pagar suas aulas.
Sua carreira de ator começou em 1987, fazendo pequenas pontas sem aparecer nos créditos finais nos filmes No Way Out, No Man's Land e Less Than Zero. Sua estreia na televisão foi em maio do mesmo ano com um papel convidado em dois episódios na soap opera Another World. Em novembro do mesmo ano, Pitt teve uma aparição convidada na sitcom Growing Pains. Ele apareceu em quatro episódios da série de televisão Dallas, entre dezembro de 1987 a fevereiro de 1988, como Randy, o namorado de Charlie Wade. Posteriormente, em 1988, fez uma aparição no drama policial da Fox 21 Jump Street.
No mesmo ano, Pitt ganhou seu primeiro papel principal no filme americano-iugoslavo The Dark Side of the Sun, no qual interpretou um jovem americano que a família atravessara o mar Adriático para encontrar um remédio para sua doença de pele. No entanto, o filme foi não lançado naquele ano devido a eclosão da Guerra de Independência da Croácia, sendo lançado somente em 1997, quase uma década depois. Pitt fez duas aparições cinematográficas em 1989: a primeira foi como coadjuvante na comédia Happy Together; a segunda foi num papel de destaque no filme de terror Cutting Class, sendo seu primeiro filme a ser lançado nos cinemas. Posteriormente, fez aparições nas séries Head of the Class, Freddy's Nightmares, Thirtysomething e novamente em Growing Pains.
Pitt foi contratado para o papel de Billy Canton, um viciado em drogas que se aproveita de uma jovem fugitiva (interpretada por Juliette Lewis), no telefilme da NBC Too Young to Die? (1990). Escrevendo para a Entertainment Weekly, Ken Tucker afirmou: "Pitt é um magnífico canalha em seu papel como o namorado bandido, olhando e se portando como um malvado John Cougar Mellencamp, ele é realmente assustador". No mesmo ano, o ator co-estrelou seis episódios do drama Glory Days e ganhou um papel coadjuvante no telefilme The Image. Sua próxima aparição foi no filme Across the Tracks (1991), no qual interpretou Joe Maloney, um corredor do ensino médio que tem um irmão criminoso, interpretado por Rick Schroder.
Depois de anos em papéis coadjuvantes no cinema e frequentes aparições como convidado na televisão, Pitt ganhou amplo reconhecimento por sua atuação no filme Thelma and Louise (1991), em que representou J.D., um cowboy e pequeno criminoso que faz amizade com Thelma (Geena Davis). Sua cena de amor com Davis foi citada como o momento que o definiu como um símbolo sexual. Depois deste filme, estrelou Johnny Suede (1991) e o filme em live-action/animação Cool World (1992), embora este não contribuiu para a sua carreira, já que recebera críticas negativas e fora um fracasso na bilheteria. Pitt assumiu o papel de Paul Maclean no filme biográfico A River Runs Through It (1992), dirigido por Robert Redford. Seu desempenho foi descrito por Janet Mock, da People, como digno de carreira, provando que ele pode ser mais do que "um bom rapaz com chapéu de cowboy [referindo-se ao seu papel em Thelma and Louise]". Ele admitiu que sentiu-se pressionado durante as filmagens e considerou uma de suas "performances mais fracas. [...] É tão estranho que acabou por ser aquela que recebi mais atenção [da mídia]", e acreditou que seu progresso foi devido trabalhar com um elenco e equipe talentosos, e comparou trabalhar com Redford com jogar tênis, dizendo que "quando tu jogas com alguém melhor do que si, o teu jogo melhora".
Em 1993, Pitt trabalhou novamente com Juliette Lewis no filme Kalifornia, no qual interpretou Early Grayce, um assassino em série e namorado da personagem de Lewis. Sobre sua atuação, Peter Travers, da revista Rolling Stone, considerou "excelente, cheia de charme juvenil e termina exalando ameaça pura", ao passo que Roger Ebert publicou: "Pitt e Lewis dão duas das interpretações mais angustiantes e convincentes que eu já vi". O ator também chamou a atenção por uma breve aparição no sucesso True Romance, como Floyd, que aliviou grande parte da tensão do filme. No mesmo ano, ganhou um prêmio da Associação Nacional de Proprietários de Teatro na categoria de "Estrela Masculina do Amanhã".

### 1994–1998: Sucesso crítico
O ano de 1994 marcou um grande avanço na carreira de Pitt. Seu primeiro filme no ano foi Interview with the Vampire: The Vampire Chronicles, baseado no livro homônimo da escritora Anne Rice, estrelando como o vampiro Louis de Pointe du Lac, ao lado de Tom Cruise, Kirsten Dunst, Christian Slater e Antonio Banderas. Apesar de ganhar dois MTV Movie Awards na cerimônia de 1995, seu desempenho foi mal recebido. De acordo com o Dallas Observer, "Pitt ... é uma grande parte do problema [no filme]. Quando os diretores mostram seu lado arrogante, sombrio e folclórico ... é divertido assisti-lo. Mas não há nada que insinua seu sofrimento interior ou mesmo a autoconsciência, o que o torna Louis um chato".
Após o lançamento do filme, o ator estrelou Legends of the Fall (1994), baseado na novela de 1979 de mesmo título de Jim Harrison, ambientado no oeste norte-americano durante as quatro primeiras décadas do século XX. Interpretando Tristan Ludlow, filho do coronel William Ludlow (Anthony Hopkins), um imigrante Cornish, Pitt recebeu sua primeira indicação aos Prêmios Globo de Ouro na categoria Melhor Ator em Filme Dramático. Embora a recepção do filme tenha sido mista, muitos críticos de cinema elogiaram a performance do ator. Janet Maslin, do The New York Times, disse: "A mistura tímida de atuação e de comportamento de Pitt é uma pena, já que a superficialidade do filme se interpõe em seu caminho". Deseret News afirmara que o filme estabeleceria a reputação de Pitt como ator de papéis principais.

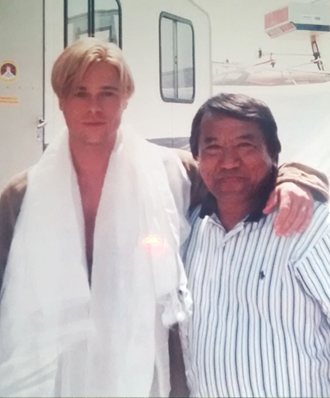
Pitt (esquerda) no set de Seven Years in Tibet

Em 1995, Pitt estrelou juntamente com Morgan Freeman e Gwyneth Paltrow o suspense Seven, no papel do detetive David Mills que persegue um assassino em série. Ele chamou-o de um ótimo filme e declarou que o papel ampliaria seus horizontes na atuação e também expressou seu desejo de afastar-se "da imagem de garoto bonito [...] para interpretar alguém com falhas". Seu desempenho foi bem recebido pela crítica. Variety disse que foi o seu melhor, e destacou sua capacidade de realizar um "trabalho determinado, enérgico e credível" como o detetive. O filme ganhou 327 milhões de dólares na bilheteria mundial. Após o sucesso de Seven, Pitt ganhou o papel de Jeffrey Goines no filme de ficção científica Twelve Monkeys, que recebeu críticas predominantemente positivas, particularmente para seu desempenho. Janet Maslin declarou que Monkeys é "feroz e perturbador" e chamou a performance de Pitt de "surpreendentemente frenética", concluindo que "eletrifica Jeffrey com um magnetismo estranho que se torna importante posteriormente". Ele ganhou o Prêmio Globo de Ouro de Melhor Ator Coadjuvante e recebeu sua primeira indicação ao Oscar na mesma categoria.
No ano seguinte, teve um papel no drama Sleepers (1996), baseado no romance de mesmo nome do escritor Lorenzo Carcaterra. No filme The Devil's Own (1997), Pitt estrelou como Rory Devany, um terrorista do Exército Republicano Irlandês Provisório, e precisou aprender sotaque irlandês. A opinião crítica foi mista em relação ao seu sotaque; "Pitt encontra o tom certo de ambiguidade moral, mas às vezes o seu sotaque irlandês é tão convincente que é difícil de entender o que ele diz", escreveu o San Francisco Chronicle. Por sua vez, uma jornalista do The Charlestone Gazette opinou que seu sotaque melhorou no decorrer do filme. The Devil's Own arrecadou 140 milhões de dólares em todo o mundo, mas foi um fracasso crítico. Nesse mesmo ano, ele interpretou o montanhista austríaco Heinrich Harrer no filme Seven Years in Tibet. O ator treinou por meses para o papel, o que exigiu uma prática significativa de alpinismo e trekking, e escalou montanha na Califórnia e nos Alpes com com seu co-estrela David Thewlis. Por causa dos temas de nacionalismo tibetano no filme, o governo chinês proibiu Pitt e Thewlis a entrarem no país. O filme recebeu críticas mistas, e foi considerado um sucesso.
Em 1998, Pitt estrelou no filme de fantasia Meet Joe Black, onde fez a personificação da morte, que habitava no corpo de um jovem para aprender o que é ser humano. O filme recebeu críticas mistas, e muitos criticaram o desempenho do ator. Segundo Mick LaSalle, do San Francisco Chronicle, Pitt foi incapaz de "fazer a audiência acreditar que ele conhecia todos os mistérios da morte e da eternidade". Roger Ebert afirmou que ele "é um bom ator, mas essa performance é um erro de cálculo".

### 1999–2003: Reconhecimento internacional
Em 1999, Pitt ganhou o papel de Tyler Durden no filme Fight Club, uma adaptação cinematográfica do romance homônimo de Chuck Palahniuk, dirigido por David Fincher. Para interpretar o papel, ele tomou aulas de boxe, taekwondo e grappling, e também permitiu que fosse quebrado um pouco de seus dentes da frente, que foram restaurados ao termino das filmagens. Durante a divulgação, o ator disse que o objetivo do filme não foi necessariamente incentivar a agressão pessoal, mas foi "ter uma experiência de como si se sairia numa luta." Fight Club estreou no Festival Internacional de Cinema de Veneza de 1999. Apesar das reações polarizadas dos críticos, o desempenho de Pitt foi amplamente elogiado. Paul Clinton, da CNN, destacou a natureza arriscada e bem sucedida do filme, enquanto Variety comentou sobre a capacidade de Pitt de ser "legal, carismático e mais dinamicamente físico, talvez do que ... seu papel revelação em Thelma and Louise". Apesar de não atingir às expectativas do estúdio nas bilheteiras, Fight Club tornou-se um filme cult após o lançamento em DVD em 2000.

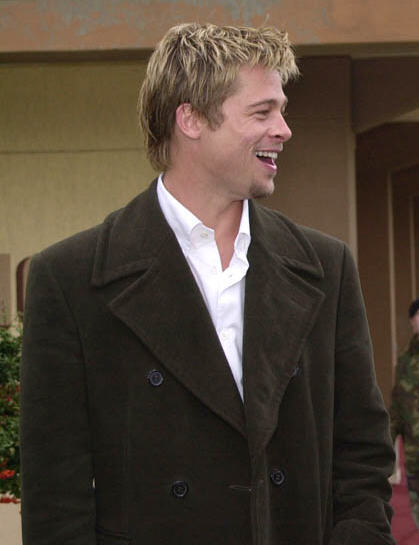
Pitt em dezembro de 2001

Seu próximo trabalho foi em Snatch (2000), que recebeu avaliações mistas pelos críticos; no entanto, elogiaram o desempenho de Pitt. Mick LaSalle disse que o ator foi ideal para interpretar um irlandês cujo sotaque é tão rico que nem mesmo os britânicos conseguem entendê-lo", acrescentando que, antes de Snatch, Pitt tinha sido preso a papéis que exigiam introspecção, mas recentemente ele encontrou sua vocação em ultrajantes comédias de humor negro que exigem extroversão"; enquanto Amy Taubin, do The Village Voice, afirmou que o ator "alcançou o máximo de seu cômico em um papel ridículo".
No ano seguinte, o artista estrelou ao lado de Julia Roberts a comédia romântica The Mexican, um filme que obteve avaliações mistas, mas que foi um êxito na bilheteria. Seu próximo papel foi no filme de espionagem Spy Game (2001), no qual interpretou Tom Bishop, um operador da Divisão de Atividades Especiais da CIA cujo guardião é Nathan Muir (Robert Redford). Publicando no Salon.com, Mark Holcomb apreciou o filme, embora tenha notado que nem Pitt nem Redford forneceram "muita conexão emocional para o público". Em 22 de novembro de 2001, Pitt participou como um ator convidado no episódio "The One with the Rumor" da oitava temporada da série de televisão Friends, interpretando um homem com raiva de Rachel Green, interpretada por Jennifer Aniston, a quem Pitt estava casado na época. Sua atuação recebeu críticas variadas dos analistas de televisão, e posteriormente foi indicado ao Emmy de 2002 na categoria de Melhor Ator Convidado em Série de Comédia. Em dezembro, ele interpretou Rusty Ryan no filme Ocean's Eleven, uma refilmagem do filme de 1960 de mesmo nome, no qual atuou ao lado de George Clooney, Matt Damon, Andy García e Julia Roberts. Bem recebido pela crítica, Ocean's Eleven foi grande sucesso na bilheteria, ganhando 450 milhões de dólares em todo o mundo.
Em fevereiro de 2002, Pitt apareceu em dois episódios da série de comédia da MTV Jackass; no primeiro, correu pelas ruas de Los Angeles com vários membros do elenco disfarçado de gorila; no segundo episódio, encenou seu próprio sequestro. No mesmo ano, teve um pequeno papel em Confessions of a Dangerous Mind, filme de estreia de Clooney como diretor. Fez seu primeiro trabalho como dublador em 2003, quando dublou a voz do protagonista do filme de animação da DreamWorks Sinbad: Legend of the Seven, e, em seguida, dublou Patch, irmão de Boomhauer, na série de animação satírica king of the Hill.

### 2004–2018: Sucesso comercial
Pitt teve dois grandes papéis no cinema em 2004. Estrelando primeiramente o épico Troy, baseado na Ilíada, como Aquiles. O ator passou seis meses de treinamento com espadas antes das filmagens, e durante as gravações, sofreu uma lesão no tendão de Aquiles, atrasando-as por várias semanas. Com uma arrecadação mundial de 497 milhões de dólares, Troia foi o maior sucesso de sua carreira até então. Para o The Washington Times, Stephen Hunter afirmou que Pitt se destacou num papel tão exigente. Troia foi o primeiro filme produzido pela Plan B Entertainment, uma empresa de produção cinematográfica que Pitt havia fundada dois anos antes com Jennifer Aniston e Brad Gray, CEO da Paramount Pictures. Posteriormente, retornou como Rusty Ryan na sequência Ocean's Twelve, que angariou 362 milhões de dólares. Sua dinâmica com Clooney foi descrita por Paul Clinton, da CNN, como "a melhor química masculina desde Paul Newman e Robert Redford [referindo-se aos desempenhos de ambos em Butch Cassidy and the Sundance Kid]".
Em 2005, Pitt voltou ao grande sucesso de bilheteria com a comédia de ação Mr. & Mrs. Smith, na qual estrelou ao lado de Angelina Jolie, como um casal que descobre que ambos são assassinos secretos cuja missão é matar um ao outro. O filme recebeu críticas mistas, mas foi geralmente elogiado pela química entre Pitt e Jolie. O crítico Colin Covert, do Star Tribune, observou que "enquanto a história parece desorganizada, o filme ganha um charme gregário, energia alucinante e muita química dos protagonistas". Roger Ebert disse: "O que faz o filme funcionar é que Pitt e Jolie se divertem juntos na tela, e eles são capazes de encontrar um ritmo que lhes permite ser subestimados e divertidos, mesmo durante as tramas mais alarmantes." A produção arrecadou 478 milhões de dólares em todo o mundo, tornando-se a sétima maior bilheteria do ano.

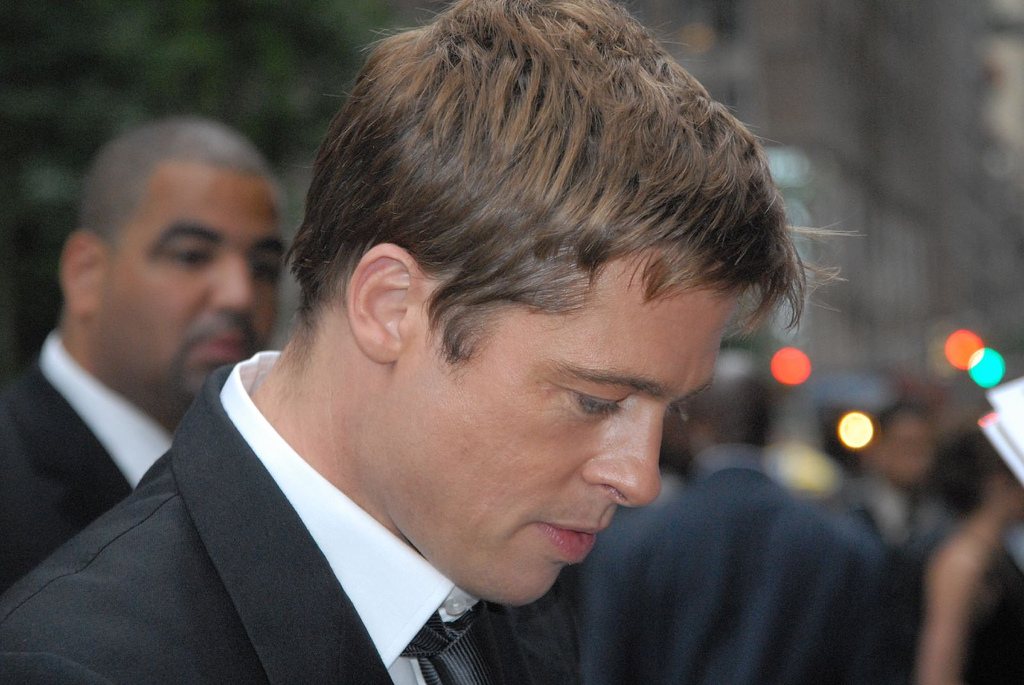
O ator em 2007

Seu próximo longa-metragem foi o drama Babel (2006), dirigido por Alejandro González Iñárritu e co-estrelado por Cate Blanchett. O desempenho de Pitt foi bem recebido pela crítica. O Seattle Post-Intelligencer disse que ele foi credível e que deu visibilidade ao filme. Mais tarde, o ator disse que esse papel tinha sido uma das melhores decisões de sua carreira. O filme foi exibido em uma apresentação especial no Festival de Cannes de 2006 e em seguida no Festival Internacional de Cinema de Toronto. Babel recebeu sete indicações ao Oscar e ao Globo de Ouro, ganhando neste último a categoria de Melhor Drama e o ator foi indicado para Melhor Ator Coadjuvante. No mesmo ano, sua empresa, Plan B Entertainment, produziu The Departed, que ganhou o Oscar de Melhor Filme. Pitt foi tido nos créditos finais como produtor; no entanto, apenas Graham King foi considerado elegível para ganhar o prêmio.
Pitt reprisou seu papel como Rusty Ryan no filme Ocean's Thirteen (2007), que, embora menos lucrativo do que os dois anteriores, ganhou 311 milhões de dólares na bilheteria internacional. Seu próximo papel foi em The Assassination of Jesse James by the Coward Robert Ford (2007), uma adaptação do romance de mesmo escrito por Ron Hansen, onde interpretou o fora-da-lei Jesse James. Dirigido por Andrew Dominik e produzido pela Plan B Entertainment, o filme estreou no Festival de Cinema de Veneza de 2007, no qual ganhou o prêmio Coppa Volpi de Melhor Ator. "Pitt desempenhou um papel assustador e carismático", disse Lewis Beale, do Film Journal International. Durante a promoção do filme no festival, o ator teve que se retirar rapidamente depois de sofrer um ataque de um fã que o empurrara.

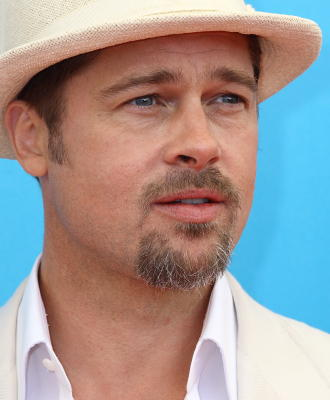
Pitt na estreia de Burn After Reading, em agosto de 2008

A próxima aparição de Pitt foi na comédia de humor negro Burn After Reading (2008), sua primeira colaboração com os irmãos Coen. O filme teve uma recepção positiva dos críticos, com The Guardian chamando-o de "uma comédia de espião bem planejada e conspirada", observando que a performance de Pitt foi uma das mais engraçadas. Posteriormente, ele foi eleito para personificar Benjamin Button, o protagonista do filme The Curious Case of Benjamin Button (2008), baseado em um conto homônimo lançado em 1921 pelo escritor F. Scott Fitzgerald, dirigido por David Fincher. A história é sobre um homem que nasceu "velho" e vai rejuvenescendo com o passar do tempo, e, de acordo com Michael Sragow, do The Baltimore Sun, o desempenho sensível de Pitt tornou Benjamin Button uma "obra-prima atemporal". Este trabalho lhe rendeu sua primeira indicação aos Prêmios Screen Actors Guild, bem como a sua quarta nomeação aos Globos de Ouro e uma segunda indicação ao Oscar, todas na categoria de "Melhor Ator". O filme, por sua vez, recebeu treze indicações ao Oscar e arrecadou 329 milhões de dólares em todo o mundo.
Em 2009, o ator estrelou Inglourious Basterds, dirigido por Quentin Tarantino, na qual interpretou o tenente Aldo Raine, um lutador americano pelejando contra os nazistas que ocuparam a França durante a Segunda Guerra Mundial. O filme foi um sucesso na bilheteria, ganhando 311 milhões de dólares em todo o mundo, e na crítica, e recebeu vários prêmios e indicações, incluindo oito indicações ao Oscar e dez indicações aos Prêmios Critics' Choice Movie, vencendo, inclusive, Melhor Elenco. Em seguida, ele dublou a personagem Metro Man no filme de animação Megamind (2010).
Estrelou, ao lado de Sean Penn e Jessica Chastain, o drama The Tree of Life (2011), que ganhou a Palma de Ouro, no Festival de Cannes. Sobre sua atuação, Jason Solomons, do The Guardian, descreveu-o como "soberbo" e "excelente do início ao fim". Nesse mesmo ano, estrelou como Billy Beane, gerente geral do Oakland Athletics, no filme Moneyball, baseado no livro de mesmo nome escrito por Michael Lewis. Pitt foi indicado ao Oscar, ao Prêmio Screen Actors Guild, aos Globos de Ouro e ao Satellite Award na categoria de "Melhor Ator".. Seu próximo papel foi como o assassino Jackie Cogan em Killing Them Softly (2012).

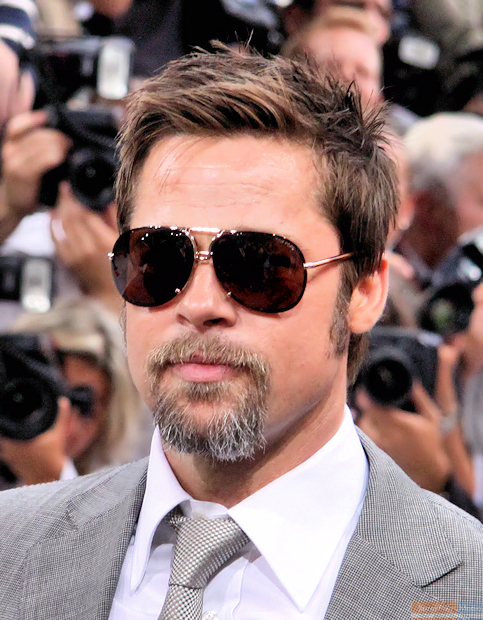
Em Berlim na estreia de Inglourious Basterds em 2009

Em 2013, Pitt produziu e estrelou World War Z, um suspense sobre um apocalipse zumbi, baseado no romance literário de mesmo nome de Max Brooks. Com arrecadação de 540 milhões de dólares em todo o mundo, World War Z tornou-se o filme de maior sucesso comercial de sua carreira. Ainda em 2013, ele produziu e desempenhou um pequeno papel em 12 Years a Slave, um drama histórico baseado na autobiografia homônima de 1853 de Solomon Northup. O filme recebeu aclamação da crítica e foi nomeado a nove Óscares, ganhando três, incluindo o de Melhor Filme. O ator também teve um papel coadjuvante em The Counselor, dirigido por Ridley Scott.
Pitt estrelou Fury (2014), um filme baseado na Segunda Guerra Mundial, dirigido e escrito por David Ayer, e co-estrelado por Shia LaBeouf, Logan Lerman, Jon Bernthal e Michael Peña. Foi lançado em 17 de outubro de 2014 e tornou-se um sucesso comercial e crítico; arrecadou mais de 211 milhões de dólares em todo o mundo e recebeu críticas positivas.
Em 2015, Pitt estrelou com sua até então esposa, Jolie, na terceira direção dela, By the Sea, um drama marital sobre um casamento em crise. O filme foi sua primeira colaboração desde Mr. & Mrs. Smith. O próximo papel do ator veio com o drama biográfico The Big Short, o qual ele também produziu. O filme foi nomeado para cinco Prêmios da Academia, incluindo Melhor filme, fazendo que Pitt ganhasse sua terceira nomeação ao Oscar como produtor. Em 2016, Pitt estrelou o suspense romântico Allied, de Robert Zemeckis, no qual ele interpreta um espião assassino que se apaixona por uma espiã francesa (interpretada por Marion Cotillard) durante uma missão para matar um oficial alemão durante a Segunda Guerra Mundial. Em seguida, ele estrelou a comédia satírica War Machine. Em 2016, foi anunciado que Pitt estrelará a sequência de World War Z, com data de lançamento inicialmente prevista para 9 de junho de 2017; no entanto, no início daquele ano, foi anunciado que estava sem previsão de lançamento. Em junho, foi confirmado que David Fincher dirigi-lo-á, marcando a quarta colaboração entre eles. O ator teve um papel recorrente como meteorologista no programa de entrevistas noturno The Jim Jefferies Show ao longo de 2017.

### 2019–presente:Once Upon a Time in Hollywoode projetos futuros
Em 2019, Pitt estrelou o épico Ad Astra, no qual ele interpreta Roy McBride, um engenheiro espacial que viaja pelo interior de um sistema solar sem lei para encontrar seu pai desaparecido, interpretado por Tommy Lee Jones, e fez Cliff Booth, um dublê, ao lado de Leonardo DiCaprio, no filme Once Upon a Time in Hollywood, pelo qual foi elogiado pela crítica e ganhou, em 2020, seu segundo Globo de Ouro de Melhor Ator Coadjuvante, BAFTA, Critics' Choice, Screen Actors Guild e Oscar, sendo esta sua primeira estatueta por atuação. Ainda em 2020, foi indicado ao Emmy de Melhor Ator Convidado em Série de Comédia por sua participação no Saturday Night Live, onde interpretou o médico Anthony Fauci.
No início de 2021, começou a gravar o filme de ação Bullet Train, seu papel é de um assassino.

## Causas humanitárias e políticas
Pitt colaborou com diversas causas e instituições de caridade ao longo de sua carreira. Em outubro de 2004, visitou o campus da Universidade do Missouri para encorajar os estudantes a participarem da eleição presidencial nos Estados Unidos em 2004, na qual ele apoiou John Kerry. No mesmo mês, o ator apoiou publicamente o financiamento público para a pesquisa de células-tronco embrionárias e também apoiou a Proposição 71, uma iniciativa de votação destinada a fornecer financiamento do governo estadual para a pesquisa com essas células. "Nós temos que nos certificar de que abrimos esses caminhos para que nossos melhores e mais brilhantes [pesquisadores] possam encontrar as curas que eles acreditam se possível", disse.

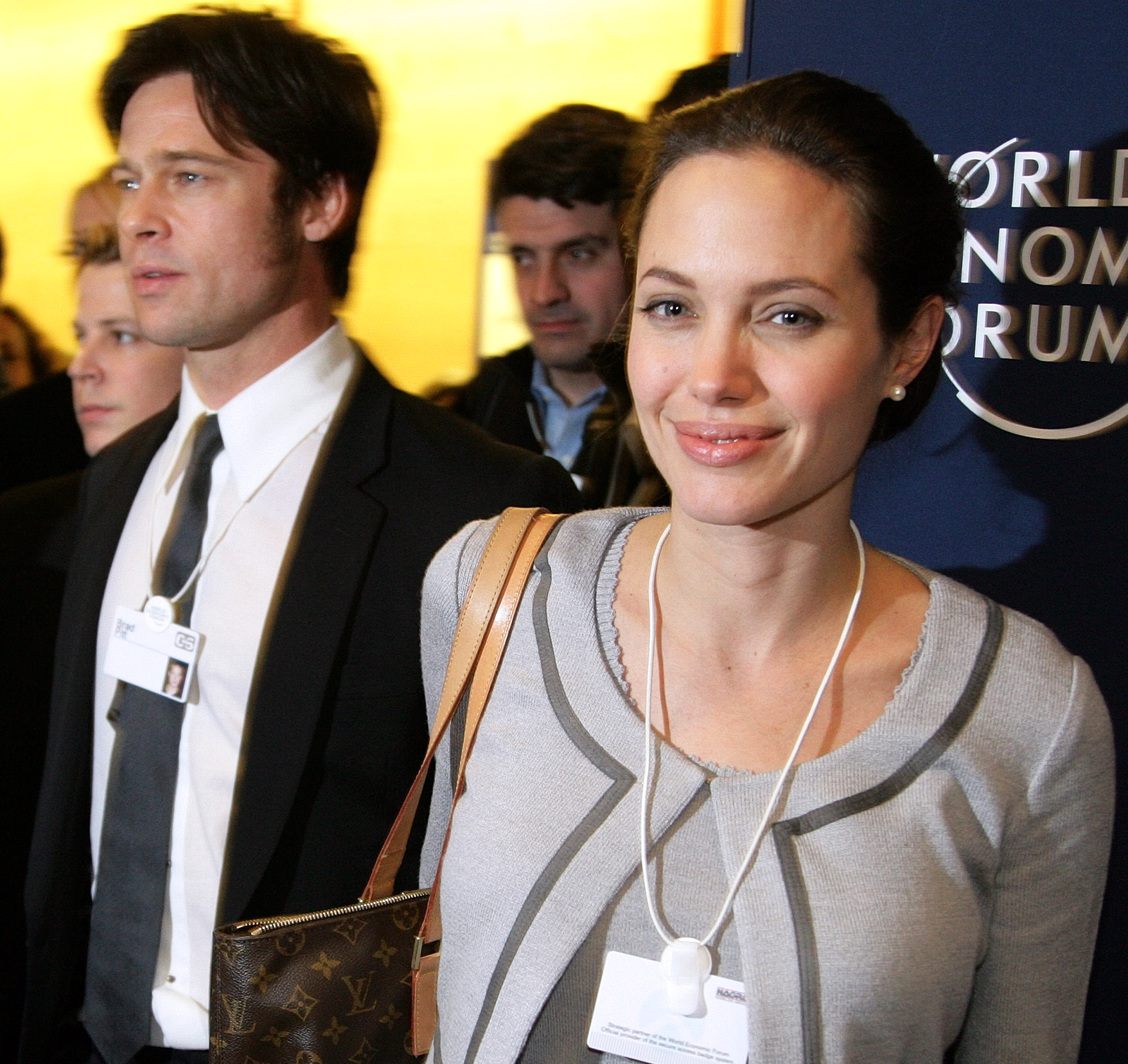
Pitt e Jolie na reunião do Fórum Econômico Mundial em Davos, em 26 de janeiro de 2006

Pitt apoia a ONE Campaign, uma organização destinada a combater a AIDS e a pobreza nos países em desenvolvimento. Ele narrou a série de televisão Rx for Survival: A Global Health Challenge (2005), do Serviço Público de Radiodifusão, que aborda problemas de saúde atuais ao redor do globo. No ano seguinte, Pitt e Angelina Jolie voaram para o Haiti, onde visitaram uma escola financiada pela Yéle Haïti, uma instituição de caridade fundada pelo músico haitiano Wyclef Jean. Em maio de 2007, Pitt e Jolie doaram um milhão de dólares a três organizações no Chade e no Sudão dedicadas às pessoas afetadas pelo conflito na região de Darfur. Junto com Clooney, Matt Damon, Don Cheadle, David Pressman e Jerry Weintraub, Pitt é um dos fundadores da Not On Our Watch, uma organização que tenta chamar a atenção dos meios de comunicação para parar e prevenir "atrocidades em massa", como ocorreu em Darfur.
Além disso, o ator expressou interesse em arquitetura, tirando uma pausa, durante as gravações de um filme, para estudar por computador uma aula de design do renomado arquiteto Frank Gehry. Ele foi narrador da série Design e2, produzida pela PBS, cuja trama se concentra em tentar conscientizar o mundo a construir estruturas mais benéficas ao ambiente através de arquitetura e design sustentáveis. Ele criou a Make It Right Foundation, uma fundação que tem juntado vários profissionais de habitação em Nova Orleans para financiar e construir 150 casas sustentáveis e a preços acessíveis na região Ninth Ward da cidade após o desastre causado pelo furacão Katrina. Este projeto conta com a participação de 13 empresas de arquitetura e com a organização ambiental Global Green USA, e várias empresas doaram os seus serviços. Pitt e o filantropo Steve Bing ofertaram, cada um, cinco milhões em doações para a fundação. As primeiras seis casas foram concluídas em outubro de 2008 e, em setembro de 2009, Pitt recebeu um prêmio da US Green Building Council, uma organização comercial sem fins lucrativos que promove a sustentabilidade desde a projeção até a operação de edifícios, em reconhecimento ao projeto. Em março de 2009, o ator encontrou-se com o com o até então presidente dos Estados Unidos, Barack Obama, e a até então presidente da Câmara dos Representantes, Nancy Pelosi, para promover seu conceito de "habitação verde" como modelo nacional e discutir as possibilidades de um financiamento do governo federal.
Em setembro de 2006, Pitt e Jolie criaram uma organização de caridade, a Fundação Jolie-Pitt, para realizar causas humanitárias em todo o mundo. A fundação doou em seu primeiro dia um milhão de dólares para a Ação Global para Crianças e um milhão para Médicos Sem Fronteiras. No mês seguinte, eles fizeram outra doação de cem mil dólares à Fundação Daniel Pearl, uma organização criada em memória do falecido jornalista norte-americano Daniel Pearl. De acordo com documentos federais, em 2006, Pitt e Jolie investiram 8.5 milhões na Fundação Jolie-Pitt; doaram 2.4 milhões, ainda no mesmo ano, e 3.4 milhões de dólares em 2007. Em junho de 2009, doaram um milhão à agência de refugiados da ONU para ajudar os paquistaneses transferidos pelas tropas e militantes talibãs. Em janeiro de 2010, a Fundação Jolie-Pitt doou mais um milhão de dólares para Médicos Sem Fronteiras para comprar suprimentos médicos e ajudar as vítimas do terremoto no Haiti.
Pitt é defensor do casamento entre pessoas do mesmo sexo. Em uma entrevista à Esquire, em outubro de 2006, disse que se casaria com Jolie quando todos nos Estados Unidos fossem legalmente capazes de se casar. Em setembro de 2008, ele doou cem mil dólares para a campanha contra a Proposição 8 da Califórnia, uma iniciativa popular que foi aprovada nas urnas pela maioria dos eleitores californianos para modificar a constituição do Estado com o objetivo de assinalar que somente o enlace entre um homem e uma mulher é considerado casamento. Em março de 2012, Pitt, ao lado de Clooney, Martin Sheen, Kevin Bacon, Jane Lynch, Matthew Morrison e Jamie Lee Curtis, entre outros, apareceu na peça "8", baseada em um roteiro de Dustin Lance Black, a qual tenta encenar a exposição de argumentos no julgamento contra a Proposição 8. Em setembro do mesmo ano, durante a eleição presidencial nos Estados Unidos, o ator reafirmou seu apoio a Obama, dizendo: "Eu sou um apoiante de Obama e estou apoiando sua campanha eleitoral".

## Vida pessoal
Pitt é filho de William Alvin Pitt com Jane Etta, e irmão de Douglas Pitt e Julie Neal. O ator afirmou que ultimamente tem vivido distante de sua família e que ela se encontra dividida entre Los Angeles, Nova Orleans e Luisiana. Em março de 2009, quando se encontrou com o até então presidente Barack Obama para coordenar um projeto relacionado à reconstrução da cidade de Nova Orleans, descobriu-se que ambos são primos em nono grau, conectados através de Edwin Hickmann, um policial do estado da Virginia, que morreu em 1769. Em julho de 2022, Pitt comprou um casarão histórico à beira-mar, localizado na Califórnia, por 40 milhões de dólares.

### Relacionamentos e casamentos
A vida pessoal de Pitt sempre foi destaque na mídia. No final da década de 1980 e início da de 1990, Pitt esteve envolvido romanticamente com muitas de suas co-estrelas, incluindo Robin Givens (Head of the Class), Jill Schoelen (Cutting Class) e Juliette Lewis (Too Young to Die? e Kalifornia). Além disso, ele teve um romance e noivado muito falado com sua co-estrela do filme Seven, Gwyneth Paltrow, com quem ficou de 1994 a 1997.
Pitt conheceu a atriz Jennifer Aniston em 1998 e casou-se com ela numa cerimônia privada em Malibu em 29 de julho de 2000, contratando centenas de seguranças para bloquearem qualquer tentativa de invasão por jornalistas. Apenas uma foto do casamento entrou em conhecimento público. Pouco depois do casamento, Pitt processou a empresa Damiani International, que fez seu anel de casamento, por vender réplicas de seu próprio modelo exclusivo chamado "Brad e Jennifer". Após um acordo, em janeiro de 2002, Pitt desenharia jóias para Damiani e Aniston as modelariam, assim, a empresa deixaria de vender as réplicas. Por alguns anos, o casamento foi considerado um raro sucesso em Hollywood. No entanto, começaram a circular rumores de problemas conjugais, e Pitt anunciou a separação em 7 de janeiro de 2005. Apesar de o casamento ter sido finalizado, Pitt e a atriz Angelina Jolie envolveram-se em um escândalo que atraiu grande atenção da imprensa na mídia quando Jolie era frequentemente referida como "a outra mulher" por causa da química entre eles no filme Mr. & Mrs. Smith. Enquanto ambos negavam acusações de adultério, as especulações continuaram durante 2004 e 2005. Em uma entrevista, Jolie declarou: "Estar intimamente com um homem casado, quando meu próprio pai traiu minha mãe, é algo pelo que eu não me perdoaria. Não poderia olhar para mim mesma no espelho pela manhã se eu fizesse isso. Não me sentiria atraída por um homem que traísse sua esposa".

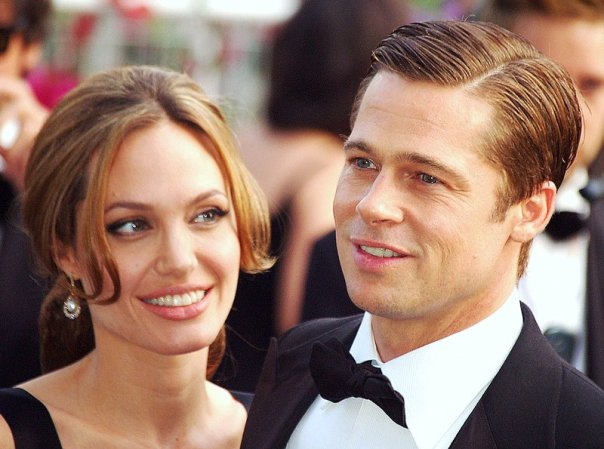
Pitt com Jolie no Festival de Cannes em maio de 2007

No início de 2005, o conceito de "casamento problemático" inspirou Pitt e Jolie a posarem para uma sessão de fotos para a revista W, registrada pelo fotógrafo Steven Klein. As imagens mostram Pitt e Jolie como um casal de 1963 com filhos. O ator expressou sua intenção de mostrar a realidade de uma maneira mais clara e difícil, mas mostrando um casal feliz. "Você não sabe o que está errado", disse ele, "porque o casamento é simplesmente algo para o qual você assinou". Logo após, Aniston depois citou o ensaio como prova de que "a consciência e sensibilidade de Pitt tinham desaparecido". Ela assinou o divórcio em 25 de março do 2005, que terminou o 2 de outubro do mesmo ano no Tribunal Superior de Los Angeles. Apesar das especulações da mídia de que ambos tiveram um relacionamento conflituoso, em uma entrevista, em fevereiro de 2009, Pitt disse que ele e Aniston "confiam um no outro", completando que ambos constituem uma grande parte da vida do outro.
Um mês depois de Aniston ter assinado o divórcio, uma série de fotos de Pitt com Jolie circularam nos meios de comunicação, confirmando os rumores anteriores. As fotos, que foram vendidas por quinhentos mil dólares, mostraram o ator, a atriz e o filho dela, Maddox, em uma praia no Quênia. Durante o verão, o casal foi visto juntos com maior frequência, e "Brangelina" — uma siglonimização criada pela mídia — foi tema de cobertura da mídia mundial. Após o escândalo inicial ter diminuído, eles tornaram-se um dos casais mais glamorosos de Hollywood. Sua família cresceu para seis crianças, três das quais foram adotadas, antes de anunciar seu noivado em abril de 2012. Casaram-se em 23 de agosto de 2014, em sua propriedade Château Miraval em Correns, França. Posteriormente, Jolie assumiu o sobrenome "Pitt". Depois de dois anos de casamento, o casal separou-se em 20 de setembro de 2016, declarando diferenças irreconciliáveis; em seu pedido de divórcio, Jolie pediu a custódia de seus filhos.
Brad Pitt passou um ano e meio nos Alcoólicos Anónimos a batalhar contra os vícios após se ter divorciado de Jolie. Em entrevista para a GQ, o ator assumiu que bebia demais, especialmente no último ano de sua relação, e que isso se tornou um problema. Na mesma época, veio a público que ele precisava fazer testes de drogas e álcool para ver os filhos.

### Filhos

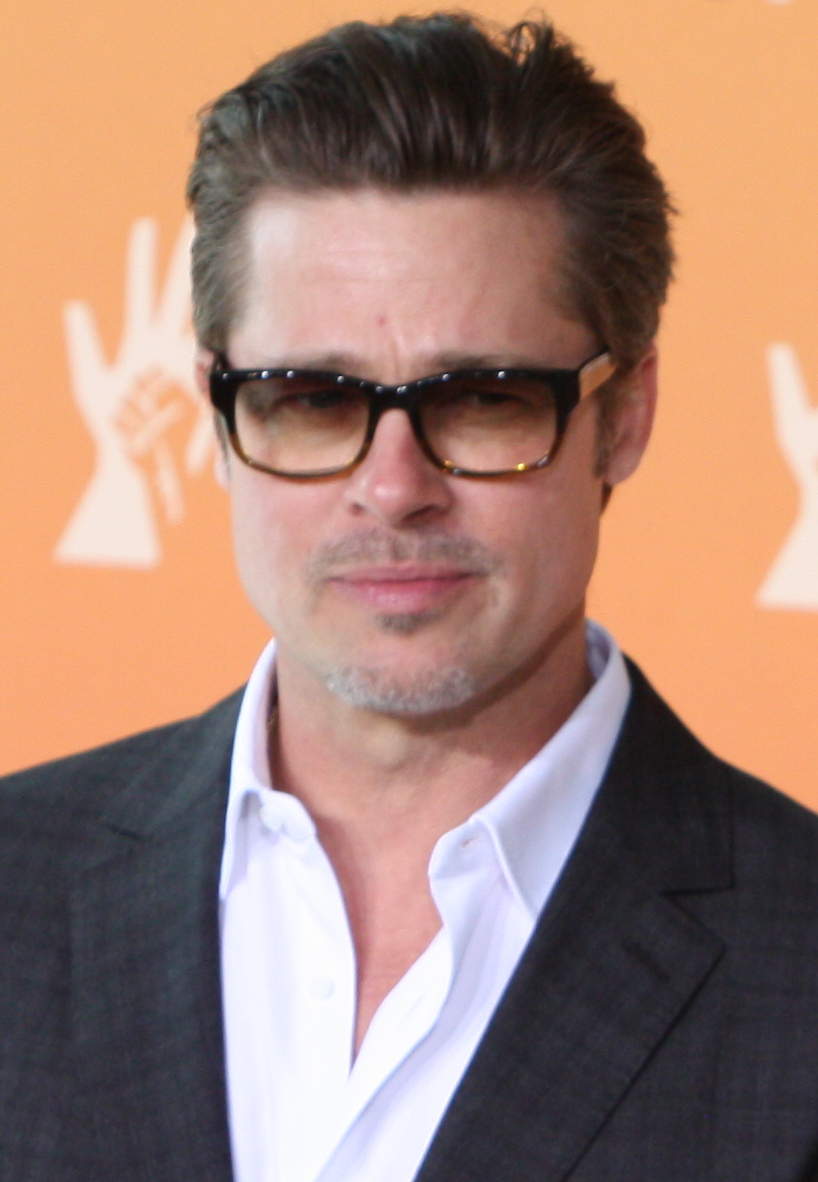
Brad Pitt em junho de 2014

Em 2 de dezembro de 2005, foi anunciado que Pitt tinha iniciado o processo legal de adoção dos dois filhos adotivos de Jolie: Maddox Chivan Jolie, nascido em 2002, no Camboja, e Zahara Marley Jolie, tendo requerido também a mudança dos sobrenome destes de "Jolie" para "Jolie-Pitt", que foi aprovada em 19 de Janeiro de 2006 por um juiz de Santa Mónica, na Califórnia. Em uma tentativa de evitar o alvoroço mediático sem precedentes em torno de seu relacionamento, o casal viajou à Namíbia, onde, no dia 27 de maio, Jolie deu à luz a primeira filha biológica da dupla, Shiloh Nouvel Jolie-Pitt, em Swakopmund. Eles venderam as primeiras fotos de Shiloh através do distribuidor Getty Images, com o objetivo de beneficiar organizações de caridade, em vez de permitir que os paparazzi vendessem as fotografias clandestinamente a preços muito altos. As revistas People e Hello! compraram os direitos americanos e britânicos das imagens por 4.1 e 3.5 milhões de dólares, respectivamente, um recorde no fotojornalismo de celebridades naquela época, e todos os recursos foram doados à UNICEF. O Madame Tussauds de Nova Iorque criou uma figura de cera de Shiloh de dois meses de idade, tornando-se a primeira criança a ser recriada neste museu.
Em 15 de março de 2007, Jolie adotou um filho de três anos, Pax Thien, de um orfanato em Ho Chi Minh, no Vietnã. Ele nasceu como Pham Quang Sang, em 29 de novembro de 2003, em Ho Chi Minh, onde foi abandonado por sua mãe biológica logo após o nascimento. Depois de visitar o orfanato com Pitt, em novembro de 2006, ela pediu a adoção como mãe solteira, porque os regulamentos de adoção do Vietnã não permitem que casais não casados adotem crianças. Após seu retorno aos Estados Unidos, a atriz pediu ao tribunal para mudar o sobrenome de seu filho de Jolie para Jolie-Pitt, que foi aprovado em 31 de maio. Pitt adotou-o em 21 de fevereiro de 2008.
No Festival de Cannes de 2008, Jolie confirmou que estava esperando gêmeos. Durante as duas semanas que passou em um hospital a beira-mar em Nice, França, repórteres e fotógrafos acamparam por lá durante sua estadia. Ela deu à luz um filho, Knox Léon, e uma filha, Vivienne Marcheline, em 12 de julho de 2008. As primeiras fotos de Knox e Vivienne foram vendidas conjuntamente para People e Hello! num valor relatado de catorze milhões de dólares — as fotografias de celebridades mais caras já comprada. Todos os lucros foram doados à Fundação Jolie-Pitt.

### Religião
Apesar de ter tido uma educação religiosa com fundamentos da Igreja Batista, Pitt declarou que na adolescência assistia cerimônias religiosas e sentia o mesmo quando ia a shows de rock e que se descobriu quando começou a questionar a religião. "Não foi uma perda de fé", declarou. Ele afirmou que na época acreditava que podia enfrentar qualquer situação e teve apoio de uma amiga, filha de um pastor metodista, e atribuiu sua falta de fé a seu pai, que o criou "com toda a culpa cristã sobre o que pode e não pode, deve e não deve fazer". O ator se considera 20% ateu e 80% agnóstico, e acredita que a "religião funciona" e que "há consolo nela e a fé é um código pessoal de valores". Em setembro de 2019 Brad Pitt diz que desistiu do ateísmo e que agora 'se apega à religião'. Em outubro de 2019, ele declarou que não relutou em acreditar novamente, mas foi muito duro. "E então eu me vi voltando apenas para acreditar – odeio usar a palavra espiritualidade, mas apenas para acreditar que estamos todos conectados".[carece de fontes?]

## Na mídia

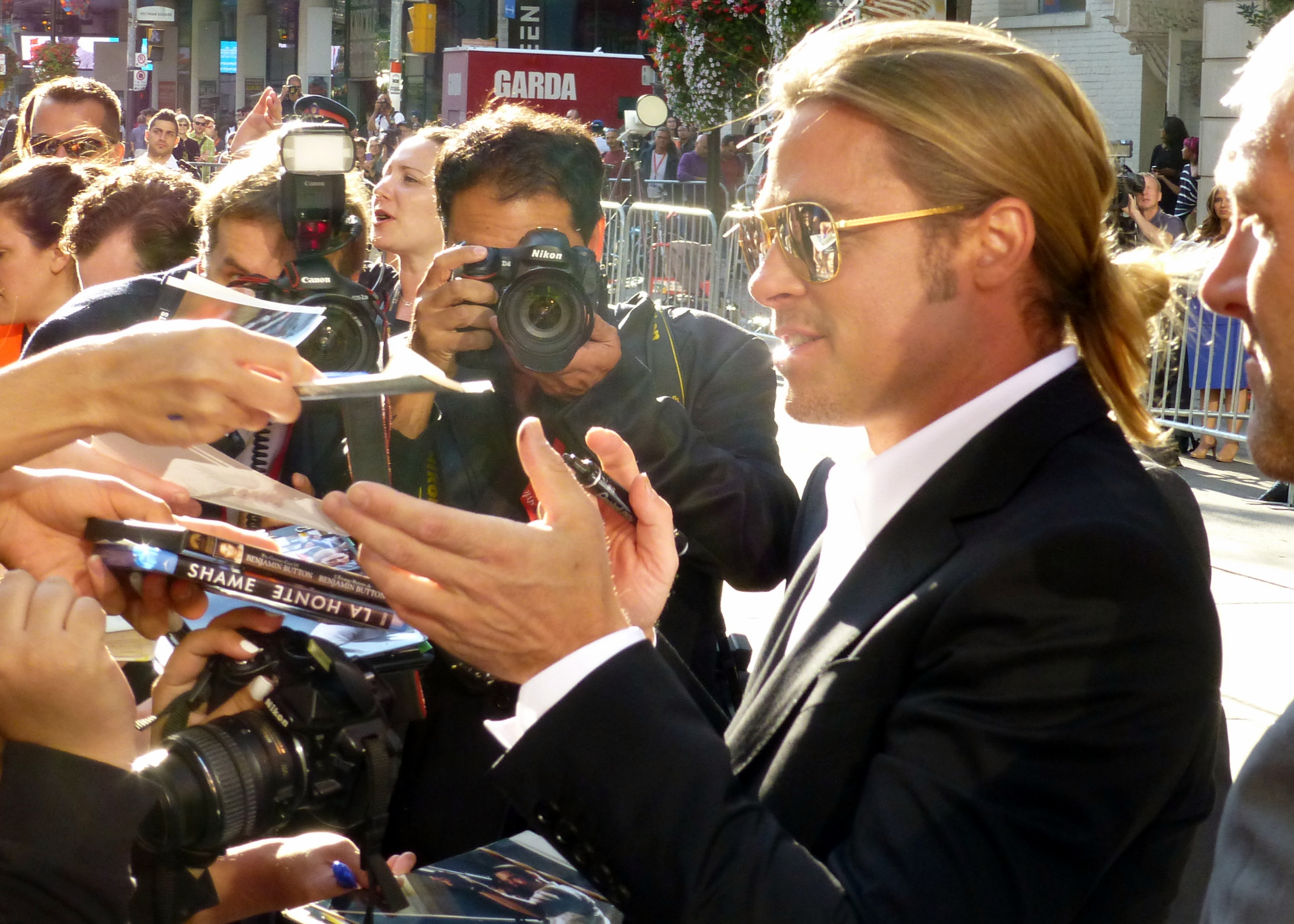
Pitt autografando para fãs durante a estreia de 12 Years a Slave.

A imagem pública de Pitt está fortemente ligada à sua beleza e ao seu apelo sexual. Muitos meios de comunicação, incluindo People, Cosmopolitan, e Esquire, citaram-no como o Homem Mais Sensual do Mundo. A revista Empire classificou-o em 23.º lugar na lista das "100 Estrelas de Cinema Mais Sensuais de Sempre" realizada em 1995. Repetiu a aparição em 2004, no número quinze, e em 2007, no número sete. Em 1995, a People nomeou-lhe como o Homem Mais Sensual Vivo, ganhando novamente a mesma classificação em 2000. Em outras publicações da mesma revista foi nomeado como uma das cinquenta pessoas mais bonitas em 1995, 1996, 1997, 2004 e 2005, e esteve na edição das cem pessoas mais bonitas do mundo em 2006, 2007, 2008 e 2009, e ainda foi classificado como uma das 25 pessoas mais intrigantes de 1995, 2009, 2010 e 2011. O ator ocupou a décima segunda colocação na lista Hot 100 do portal online LGBT AfterElton.com em 2007. Repetiu a sua aparição nos anos seguintes, sendo votado como o 15.º da lista de 2008, o 18.º em 2009, o 54.º em 2010, 74.º em 2011 e 79.º em 2012. Pitt esteve no Time 100, uma lista das pessoas mais influentes do mundo, publicada pela revista Time, em 2007 e 2009, nesta última, na categoria Builders and Titans. A revista afirmou que ele usa "[seu] poder de estrela para que as pessoas vejam [o que] as câmeras não costumam gravar". No AskMen's Top 49 Men, que lista os homens mais influentes, ficou na 11.ª classificação em 2007, 33.ª em 2008, 21.ª em 2009, e sem ordem específica dos "49 Homens que Estão Mudando o Mundo em que Tu Vives" em 2014. Foi nomeado uma das celebridades mais poderosas do mundo pela revista Forbes nas edições de 2006, 2007 e 2008, no número 20, 5 e 10, respectivamente. Em um estudo científico usando-se a proporção áurea, confirmou-se que Pitt tem o terceiro rosto masculino mais perfeito do mundo, com 90,51 por cento de precisão, ficando atrás apenas de Bradley Cooper, que ficou em segundo lugar, e George Clooney, o primeiro.
A partir de 2005, o relacionamento de Pitt com Jolie tornou-se uma das noticias de celebridades mais divulgadas em todo o mundo. Depois da confirmação da gravidez de Jolie no início de 2006, a grande cobertura midiática em torno do casal alcançou o que a Reuters, em uma publicação intitulada "A febre de Brangelina", chamou de "ponto de insanidade". Para evitar ainda mais a atenção da mídia, o casal voou para a Namíbia para o nascimento de sua filha, Shiloh, a qual foi descrita por um blog de paparazzi como "o bebê mais esperado desde Jesus Cristo". Em 2006, a People nomeou a família Jolie-Pitt a mais bonita do mundo.
A ampla influência e riqueza de Pitt são amplamente registradas. Em uma pesquisa global de 2006, feita pela ACNielsen em 42 mercados internacionais, o ator, juntamente com Jolie, foi considerado a celebridade favorita para endossar marcas e produtos em todo o mundo. Pitt também já apareceu em vários comerciais de televisão, como um comercial para a marca de cerveja Heineken, dirigido exclusivamente para o mercado norte-americano e transmitido durante o Super Bowl XXXIX; este anúncio teve por diretor David Fincher, que dirigira os filmes Seven, Fight Club e The Curious Case of Benjamin Button, todos estrelados pelo ator. Sua outras aparições comerciais foram para a televisão asiática, promovendo o Honda Integra, ao lado da modelo russa Tatiana Sorokko, assim como a empresa SoftBank e a marca de roupas Edwin Jeans, todas de origem japonesa. Em 2 de junho de 2015, o asteroide 29132 Bradpitt foi nomeado em sua homenagem.

## Filmografia
Pitt iniciou sua carreira de ator em 1987, fazendo pontas sem aparecer nos créditos finais nos filmes No Way Out, No Man's Land e Less Than Zero. Nesse mesmo ano estreou na televisão como um convidado em dois episódios na soap opera Another World, continuando em papéis coadjuvantes no cinema e na televisão como em The Dark Side of the Sun, Freddy's Nightmares, Thirtysomething. As perspectivas de sua carreira melhoraram com um papel coadjuvante no filme Thelma and Louise, que deu-lhe definiu como um símbolo sexual. Seus próximos papéis foram em Kalifornia e True Romance.
Em 1994, o ator teve dois papéis que alavancaram sua carreira. O primeiro foi em Interview with the Vampire: The Vampire Chronicles, no qual ganhou dois MTV Movie Awards, apesar de seu desempenho ter sido mal recebido pela crítica. O segundo filme foi Legends of the Fall, pelo qual recebeu sua primeira indicação aos Prêmios Globo de Ouro na categoria Melhor Ator em Filme Dramático. Seu próximo filme, Seven, emergiu como um sucesso comercial, arrecadando 327 milhões de dólares na bilheteria mundial, tornando sua maior bilheteria a esse ponto. No filme de ficção científica Twelve Monkeys interpretou Jeffrey Goines, um desempenho que recebeu críticas positivas, que rendeu-lhe o Prêmio Globo de Ouro de Melhor Ator Coadjuvante e recebeu sua primeira indicação ao Oscar na mesma categoria.

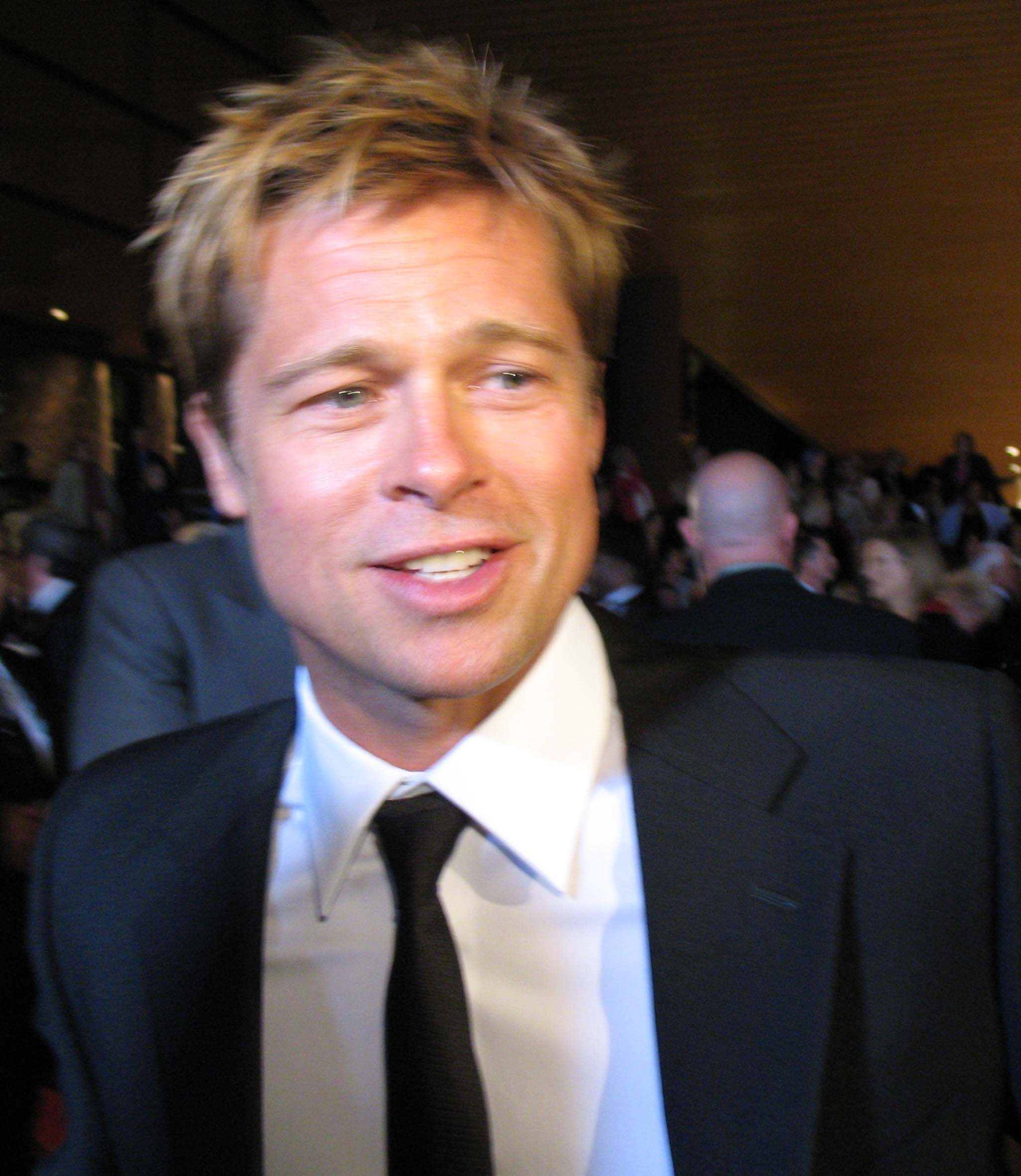
Pitt no Festival Internacional de Cinema de Palm Springs de 2007

Atuou ao lado de Edward Norton e Helena Bonham Carter em Fight Club (1999), que tornou-se um filme cult após o lançamento. Sua próxima aparição na televisão foi em Friends, no episódio "The One with the Rumor" da oitava temporada (2001). Apesar de seu desempenho ter recebido críticas variadas dos analistas de televisão, foi indicado ao Emmy de na categoria de Melhor Ator Convidado em Série de Comédia. Nesse mesmo ano, interpretou Rusty Ryan no filme Ocean's Eleven, uma refilmagem do filme de 1960 de mesmo nome, no qual atuou ao lado de George Clooney, Matt Damon, Andy García e Julia Roberts. O filme foi um sucesso comercial e crítico. Em 2003, Pitt emprestou sua voz para o filme de animação Sinbad: Legend of the Seven Seas, e, em seguida, dublou Patch, irmão de Boomhauer, na série de animação satírica king of the Hill.
Em 2004, interpretou o papel de Aquiles no filme Troy, que foi um sucesso comercial, arrecadando 497 milhões de dólares mundialmente. Posteriormente, retornou como Rusty Ryan na sequência Ocean's Twelve, que angariou 362 milhões de dólares. No ano seguinte, apareceu ao lado de Angelina Jolie em Mr. & Mrs. Smith, interpretando John Smith, um assassino profissional que é contratado para matar sua concorrente, Jane Smith. Em seguida, interpretou Richard Jones no drama Babel (2006), pelo qual foi indicado ao Globo de Ouro de Melhor Ator Coadjuvante. Sua próxima aparição foi na comédia de humor negro Burn After Reading (2008). Em The Curious Case of Benjamin Button (2008), interpretou Benjamin Button. Sua atuação foi bem elogiada pelos críticos, fazendo com que fosse indicado ao Prêmio Screen Actors Guild, Globo de Ouro e Oscar, todos na categoria de "Melhor Ator".
No filme Inglourious Basterds (2009) interpretou o tenente Aldo Raine. Em seguida, dublou a personagem Metro Man no filme de animação Megamind (2010). Sua aparição em The Tree of Life (2011) foi bem recebida, assim como em Moneyball, que rendeu-lhe nomeações ao Prêmio Screen Actors Guild, Globo de Ouro, Satellite Award e ao Oscar de Melhor Ator. Seu maior sucesso comercial veio com o filme de suspense sobre um apocalipse zumbi World War Z (2013), que arrecadou mais de 540 milhões de dólares no mundo inteiro. Produziu e desempenhou um pequeno papel em 12 Years a Slave (2013), que recebeu aclamação da crítica e foi nomeado a nove Óscares, e Pitt ganhou na categoria de Melhor Filme.

## Prêmios e indicações
Ao longo de sua carreira, Pitt foi nomeado e venceu diversos prêmios, notavelmente suas nomeações para o Oscar de Melhor Ator (2009 e 2012), Globo de Ouro de Melhor Ator em Filme Dramático (1995, 2007, 2009 e 2012), seis BAFTA, dois Emmy de Melhor Telefilme e aos Prêmios Screen Actors Guild de Melhor Ator em Cinema em 2009 e 2012. Ele venceu o Oscar de Melhor Filme (em 2014, por ter produzido 12 Years a Slave) e de Melhor Ator Coadjuvante (2020), o Globo de Ouro de Melhor Ator Coadjuvante (1996 e 2020), Prêmio Screen Actors Guild para Melhor Elenco em Cinema (2010) e o BAFTA de Melhor Filme (2014).
Pitt foi também nomeado ao MTV Movie & TV Awards por doze vezes e venceu quatro, aos Prêmios Teen Choice por onze, vencendo duas. Ao People's Choice Awards recebeu onze nomeações e quatro vitórias. Em 2020 recebeu o Prêmio David O. Selznick pelo Conjunto da Obra, honraria concedida pelo Sindicato dos Produtores da América.